# Ralf Dahrendorf
Ralf Gustav Dahrendorf, Baron Dahrendorf, KBE (n. 1 mai 1929, Hamburg, Republica de la Weimar – d. 17 iunie 2009, Köln, Germania), cunoscut ocazional sub pseudonimul Wieland Europa, a fost un sociolog și politician britanic de origine germană. În timpul regimului hitlerist din Germania, a fost arestat împreună cu tatăl său pentru activități anti-naziste. A fost președinte al Deutsche Gesellschaft für Soziologie, membru al Bundestagului german, secretar de stat parlamentar la Ministerul de Externe al Germaniei, membru al Comisiei Europene și director al London School of Economics and Political Science, co-fondator al Universității Konstanz și membru al House of Lords de la data de 15 iulie 1993. În Camera Lorzilor a deținut titlul de Lord Dahrendorf, conform tradiției britanice. În lucrările sale a criticat viziunea marxistă a luptei claselor sociale.